# Giacomo Bazzan
Giacomo Bazzan (né le 13 janvier 1950 à Vescovana et mort le 24 décembre 2019 à Loreo) est un coureur cycliste italien. 
Champion du monde de poursuite par équipes chez les amateurs, il est ensuite professionnel de 1973 à 1976 pour se consacrer à la route. Il participe notamment au Tour de France 1975.

## Palmarès sur piste

### Jeux olympiques
- Zurich 1972
  - 9e de la poursuite par équipes

### Championnats du monde amateurs
- Brno 1969
  -  Médaillé d'argent de la poursuite par équipes
- Varèse 1971
  -  Champion du monde de poursuite par équipes amateurs (avec Pietro Algeri, Luciano Borgognoni et Giorgio Morbiato)
  -  Médaillé de bronze de la poursuite individuelle

### Championnats nationaux
- Champion d'Italie de poursuite par équipes amateurs en 1970
- Champion d'Italie de poursuite individuelle amateurs en 1971

## Résultats sur les grands Tours

### Tour de France
1 participation 
- 1975 : abandon (11e étape)

### Tour d'Italie
3 participations
- 1973 : 83e
- 1974 : 80e
- 1975 : 62e